# Гута Шуми
Гута Шуми (пол. Huta Szumy) — село в Польщі, у гміні Сусець Томашівського повіту Люблінського воєводства.
Розташоване на Закерзонні (в історичному Надсянні).
Населення — 191 особа (2011).
У 1975—1998 роках село належало до Замойського воєводства.

## Демографія
Демографічна структура станом на 31 березня 2011 року:
|          | Загалом | Допрацездатний вік | Працездатний вік | Постпрацездатний вік |
| -------- | ------- | ------------------ | ---------------- | -------------------- |
| Чоловіки | 96      | 11                 | 69               | 16                   |
| Жінки    | 95      | 16                 | 52               | 27                   |
| Разом    | 191     | 27                 | 121              | 43                   |